# Departamento Administrativo de Seguridad
Pour les articles homonymes, voir DAS.
Le Departamento Administrativo de Seguridad (en français : « Département administratif de sécurité », DAS) est un service de renseignement colombien fondé en 1953 et dissous le 31 octobre 2011.
Ses attributions sont relativement étendues et concernent le renseignement intérieur et extérieur, les missions de police, l'anti-terrorisme et le contrôle des flux migratoires. Ce service est dirigé après août 2007 par Maria del Pilar Hurtado Afanador, la première femme à occuper ce poste, qui a remplacé Jorge Noguera, impliqué dans le scandale de la parapolitique. Tous deux seront néanmoins condamnés à des années d’emprisonnement par la suite.

## Histoire
Le prédécesseur du DAS, dénommé Servicio de Inteligencia Colombiano (Service de renseignement colombien, SIC) est créé en 1953. En 1960, il est renommé Departamento Administrativo de Seguridad, dans le cadre de changements institutionnels importants ayant lieu lors de la Violencia.
Le 6 décembre 1989, un camion piégé explose devant le bâtiment du DAS à Bogota, faisant 50 morts et plus de 600 blessés, et des dégâts matériels importants, sur la façade du bâtiment visé et ceux environnants. Il est attribué au cartel de Medellín dans le cadre du « narcoterrorisme », véritable guerre déclarée à l'État colombien par Pablo Escobar et Gonzalo Rodríguez Gacha « El Mexicano », qui avaient déjà essayé de tuer le chef du DAS, Miguel Maza Marquez, quelques mois plus tôt. Il semble néanmoins que ces prétendues tentatives d’assassinats n'aient été que de sanglantes mascarades visant à convaincre de l'innocence du chef du DAS, soupçonné de collaborer avec les narco-trafiquants.
Vingt-cinq ans plus tard, en 2015, s'ouvre finalement le procès de Miguel Maza Marquez pour le meurtre de Luis Carlos Galán, candidat à l'élection présidentielle en 1989. Il est condamné à 30 ans de prison pour ce meurtre, ainsi que pour ceux d'un conseiller local et d'un garde du corps.

## Scandale de la parapolitique
À la fin de l'année 2005, Jorge Noguera, directeur du DAS, est destitué de ses fonctions et interdit de poste officiel pour une durée de 18 ans. Il était accusé d'avoir mis le DAS au service des groupes paramilitaires (notamment Rodrigo Tovar Pupo alias « Jorge 40 ») et de liens avec les narcotrafiquants (scandale dit de la parapolitique), ainsi que « d'augmentation injustifiée de son patrimoine ». Il aurait de plus utilisé le service pour bloquer les investigations sur lui ou ses associés.
Les services de renseignement ont planifié des attentats terroristes afin d'en faire porter la responsabilité aux organisations de guérilla. Le DAS se donnait également pour mission, selon des documents divulgués dans la presse en 2010, de « désinformer la population », de « créer des divisions à l’intérieur des mouvements d’opposition », d'« empêcher la concrétisation de manifestations convoquées par l’opposition », de « neutraliser les actions déstabilisatrices des ONG en Colombie et dans le monde », etc..
Rafael García, ex-chef du service informatique du DAS, a affirmé que Jorge Noguera avait rencontré en 2004 des chefs paramilitaires colombiens et des opposants vénézuéliens afin d'organiser un « plan de déstabilisation » du Venezuela et l’assassinat de Hugo Chávez.
Début 2006, Andrés Peñate Giraldo le remplace, et mène une politique d'assainissement du service pour restaurer la confiance qu'il avait perdu et assurer qu'il n'y ait pas d'« infiltration paramilitaire ». Pour cela, il met en place des tests avec polygraphe, la création d'une commission d'enquête, la réforme de la partie contre-espionnage du DAS ainsi que des investigations poussées à l'endroit des plus hautes autorités judiciaires du pays. Il reste à ce poste jusqu'en août 2007, où il est remplacé par Maria del Pilar Hurtado Afanador avant qu'elle ne soit elle-même mise en cause par la justice.
Jorge Noguera est condamné à 25 ans de prison pour « association de malfaiteurs et homicide ».

## Écoutes d’opposants et intimidations de journalistes
De nombreux journalistes colombiens ont fait l'objet de menaces de mort ou ont été harcelés par les services du DAS. Ainsi, dans le cadre d'investigations portant sur ces faits, la justice a pu saisir des documents émanant du DAS dans lesquels était précisée aux agents la manière dont ils devaient s'y prendre pour ne pas se compromettre, ainsi que sur le contenu des menaces, qui concernaient généralement les enfants des personnes ciblées,,.
Par ailleurs, plusieurs dirigeants politiques opposés au gouvernement, comme le maire de Bogotá Gustavo Petro ou la sénatrice Piedad Cordoba, mais également des acteurs de mouvements syndicaux ou sociaux, sont illégalement espionnés par les services secrets via le placement sur écoute de leurs lignes téléphoniques. Maria Pilar Hurtado, ex-chef du DAS, qui avait d'abord pris la fuite pour le Panama, est condamnée en 2015 à 14 ans de prison pour ces agissements.

## Dissolution
Manipulé par les cartels de drogue depuis les années 1980, puis par les paramilitaires dans les années 2000, le DAS termine son existence complètement discrédité. Ses opposants considèrent qu'il aura été utilisé tout au long de son existence comme une « police politique » par les différents gouvernements, avant de dégénérer complètement en organisation criminelle sous Álvaro Uribe. Le gouvernement colombien annonce en 2011, lors de la présidence de Juan Manuel Santos, le « liquider » définitivement après 58 années d'activités. Il est remplacé plus tard, au cours de la même année, par la Direction nationale d'Intelligence.